# Michael L. Martin
Pour les articles homonymes, voir Michael Martin et Martin.
Michael L. Martin (né le 3 février 1932 et mort le 27 mai 2015) est un philosophe analytique et professeur émérite à l'université de Boston. Il a fait son doctorat à l'université Harvard.

## Biographie
Michael Martin a consacré beaucoup de lui-même à la philosophie de la religion même s'il s'est aussi adonné aux philosophies de la science et des lois ainsi qu'au sport.
Il a publié un certain nombre d'ouvrages et d'articles défendant l'athéisme avec divers arguments contre l'existence de Dieu entrant dans des détails exhaustifs (dont l'argument transcendantal pour la non-existence de Dieu).
Martin, dans son livre Atheism: a Philosophical Justification, relate une absence générale de réponse athée dans le travail contemporain de la philosophie de la religion et accepte la responsabilité d'une défense rigoureuse de la non-croyance, présentant cette dernière, avec humour, comme sa "croix à porter":
Le but de ce livre n'est pas de faire de l'athéisme une croyance populaire ou de surmonter son invisibilité. Mon objectif n'est pas utopique. Il est simplement d'ajouter de bonnes raisons d'être un athée. … Mon objectif est de montrer que l'athéisme est une position rationnelle et que la croyance en Dieu ne l'est pas. Je suis assez conscient du fait que les croyances théistes ne sont pas toujours basées sur la raison. Mon affirmation est qu'elle le devrait. — Atheism: A Philosophical Justification, 24
Michael Martin est un pluraliste naturaliste, opposé aux naturalistes physicalistes. Il croit aux objets non-physiques abstraits comme explication aux principes de la logique et à la morale objective.
Michael Martin est membre du conseil consultatif universitaire de l'Alliance des étudiants séculiers et du comité de rédaction de Philo.

## Livres publiés
- Probability, Confirmation and Simplicity (New York: Odyssey Press, 1966) avec M. Foster
- Concepts of Science Education: A Philosophical Analysis (Chicago: Scott-Foresman, 1972)  (ISBN 0-8191-4479-7)
- Social Science and Philosophical Analysis: Essays on The Philosophy of The Social Sciences (Washington, D.C.: University Press of America, 1978)
- The Legal Philosophy of H.L.A. Hart: A Critical Appraisal (Philadelphia: Temple University Press, 1987)  (ISBN 0-87722-471-4)
- Atheism: A Philosophical Justification (Philadelphia: Temple University Press, 1989, republié en 1992)  (ISBN 0-87722-943-0)
- The Case Against Christianity (Philadelphia: Temple University Press, 1991)  (ISBN 1-56639-081-8)
- Readings in the Philosophy of Social Science (Cambridge: The MIT Press, 1994) avec L. McIntyre;  (ISBN 0-262-13296-6)
- The Big Domino in The Sky and Other Atheistic Tales (Buffalo: Prometheus Books, 1996)  (ISBN 1-57392-111-4)
- Legal Realism: American and Scandinavian (New York: Peter Lang, 1997)  (ISBN 0820434620)
- Atheism, Morality, and Meaning (Amherst, NY: Prometheus, 2002)  (ISBN 1-57392-987-5)
- The Impossibility of God (Amherst, NY: Prometheus, 2003) avec R. Monnier;  (ISBN 1-59102-120-0)
- The Improbability of God (Amherst, NY: Prometheus, 2006) avec R. Monnier;  (ISBN 1-59102-381-5)